# Nafisa Joseph

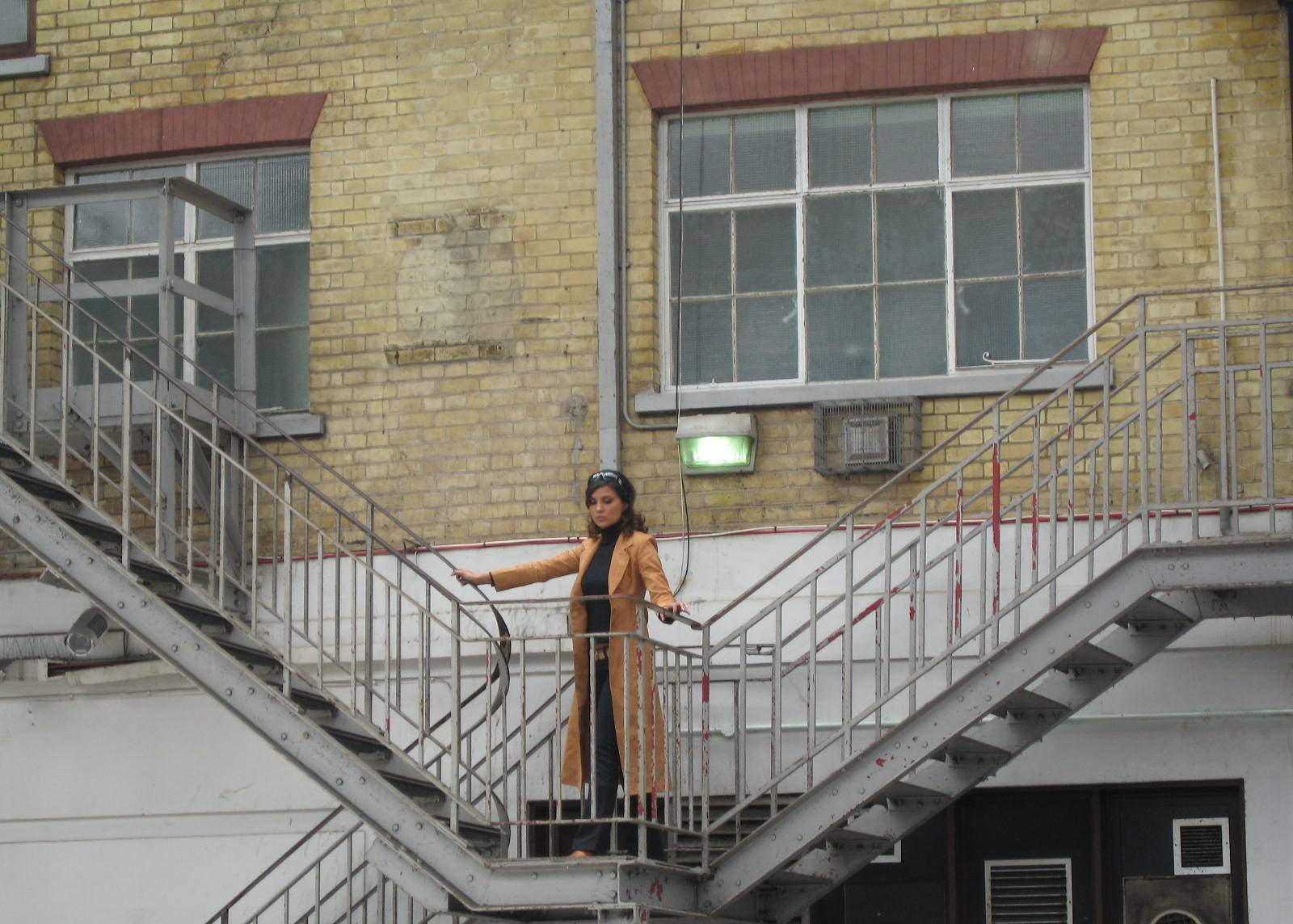
Nafisa Joseph

Nafisa Joseph (* 28. März 1978 in Bengaluru; † 29. Juli 2004 in Mumbai) war ein indisches Model und Video Jockey bei MTV India. 1997 wurde sie zur Miss India Universe gekürt.

## Leben
Joseph wuchs in Bengaluru auf. Sie war die jüngere von zwei Töchtern des Ehepaars Nirmal und Usha Joseph. Ihre Schulausbildung absolvierte Joseph an der Bishop Cotton School und dem St. Joseph’s College in Bangalore.
Im Alter von 12 Jahren stand Joseph zum ersten Mal als Model vor einer Kamera. Ihr Nachbar hatte ihr Fotoaufnahmen für die Anzeige eines Warenhauses vermittelt. Als Model wurde sie von Prasad Bidapa betreut. 1997 war Nafisa Joseph die jüngste Teilnehmerin an der Wahl zur Miss India, die sie für sich entscheiden konnte.
1999 nahm Joseph als Jurymitglied an der VJ-Jagd des indischen Musikfernsehsenders MTV India teil. Eine Woche später lud man sie selbst zu Probeaufnahmen ein. Joseph moderierte auf MTV India die Sendung MTV House Full für beinahe fünf Jahre. Als Schauspielerin wirkte sie in der Fernsehserie C.A.T.S, einer indischen Version von Drei Engel für Charlie, mit. 2004 moderierte sie beim Sender Star World die Sendung Style. Mit der Hilfe ihres Verlobten Gautam Khanduja gründete sie die Fernsehproduktionsfirma 2's Company.
Neben ihrer Fernsehkarriere setzte sich Nafisa Joseph für den Tierschutz ein. Sie unterstützte Kampagnen der Tierschutzorganisationen Welfare of Stray Dogs (WSD), People for the Ethical Treatment of Animals (PETA) und People for Animals (PFA). In der Ausgabe für Bangalore der Times of India schrieb sie wöchentlich eine Kolumne unter dem Titel Nafisa for Animals.
Nafisa Joseph nahm sich am 29. Juli 2004 im Alter von 26 Jahren in ihrer Wohnung in Mumbai das Leben. Nach Aussage ihrer Eltern war der Grund für diesen Schritt die Absage ihrer ursprünglich für den 28. August 2004 geplanten Hochzeit.
| Personendaten    | Personendaten     |
| ---------------- | ----------------- |
| NAME             | Joseph, Nafisa    |
| KURZBESCHREIBUNG | indisches Model   |
| GEBURTSDATUM     | 28. März 1978     |
| GEBURTSORT       | Bengaluru, Indien |
| STERBEDATUM      | 29. Juli 2004     |
| STERBEORT        | Mumbai, Indien    |